# Ring announcer
Il ring announcer è il cronista - chiamato anche presentatore o speaker - che negli sport da combattimento presenta al pubblico gli atleti in gara.

## Ruolo
Si occupa di presentare gli atleti, per esempio pugili o wrestler, prima oppure dopo il loro ingresso nell'area adibita alla lotta. Nel corso della presentazione dichiara:
- Nomi delle persone presenti: atleti, arbitri, allenatori
- Informazioni personali: età, statura, peso, provenienza, record e palmarès (atleti), carriera e incontri diretti (arbitro)
- Regolamentazione dell'incontro: durata del combattimento, numero di riprese, altre disposizioni.

Durante il match, in collaborazione con altri cronisti, commenta le fasi salienti dell'incontro.